# Lashkar Gah
Lashkar Gah (in pashtu: لښکرګاه, in persiano: لشکرگاه), storicamente chiamata "Boost", è una città dell'Afghanistan meridionale, capoluogo della provincia di Helmand e del distretto di Lashkar Gah.

## Etimologia del nome
Il nome Lashkar Gah significa "Caserme", derivando probabilmente dal fatto che fu luogo strategico di presidio, ed accampamento militare.

## Geografia
Sorge alla confluenza dei fiumi Helmand e Arghandab. La città è collegata da una strada a Kandahar ad est, a Zaranj ad ovest, ed a Herat a nord-ovest. Nonostante il clima sia estremamente arido in pieno deserto, l'agricoltura è possibile grazie alla presenza dei due fiumi, in seguito a bonifiche, costruzioni di dighe, sbarramenti fluviali e canalizzazioni si è costituita lungo il fiume una sorta di estesa oasi coltivata.

## ONG locali
A Lashkar Gah sono presenti strutture sanitarie gestite da Organizzazioni Non Governative come il Centro chirurgico "Tiziano Terzani" di Emergency e l'Ospedale Pubblico della città, 250 posti letto, supportato da Medici Senza Frontiere.